# 211-та піхотна дивізія (Третій Рейх)
211-та піхотна дивізія (Третій Рейх) (нім. 211. Infanterie-Division) — піхотна дивізія Вермахту за часів Другої світової війни. У грудні 1944 після розгрому на Східному фронті переформована на 211-ту фольксгренадерську дивізію.

## Історія
211-та піхотна дивізія була створена 26 серпня 1939 в Кельні в VI-му військовому окрузі (нім. Wehrkreis VI) під час 3-ї хвилі мобілізації Вермахту.

## Райони бойових дій
- Німеччина (Лінія Зігфрида) (серпень 1939 — червень 1940);
- Франція (червень 1940 — січень 1942);
- СРСР (центральний напрямок) (січень 1942 — серпень 1944);
- Польща (серпень — грудень 1944).

## Командування

### Командири
- генерал-лейтенант Курт Реннер (нім. Kurt Renner) (26 серпня 1939 — 4 лютого 1942);
- генерал-лейтенант Ріхард Мюллер (нім. Richard Müller) (4 лютого 1942 — 16 липня 1943);
- оберст, з 1 жовтня 1943 генерал-майор, з 1 квітня 1944 генерал-лейтенант Йоганн-Генріх Екгардт (нім. Johann Heinrich Eckhardt) (16 липня 1943 — грудень 1944).

## Нагороджені дивізії
Нагороджені дивізії
|  | Кавалери Нагрудного знаку ближнього бою в золоті                                                           | 1 |
|  | Кавалери Золотого Німецького Хреста                                                                        | 73 |
|  | Кавалери Срібного Німецького Хреста                                                                        | 2 |
|  | Кавалери Лицарського хреста Залізного хреста з Дубовим листям                                              | 3 (№ 462 фельдфебель Георг Бонк — 09.06.1944 № 575 оберст Рудольф Флінцер — 05.09.1944 № 644 генерал-лейтенант Йоганн-Генріх Екгардт — 03.11.1944) |
|  | Кавалери Лицарського хреста Залізного хреста                                                               | 18 |
|  | Кавалери Почесної відзнаки Сухопутних військ «Почесна застібка на орденську стрічку для Сухопутних військ» | 10 |